# Фельдкирхен-ин-Кернтен

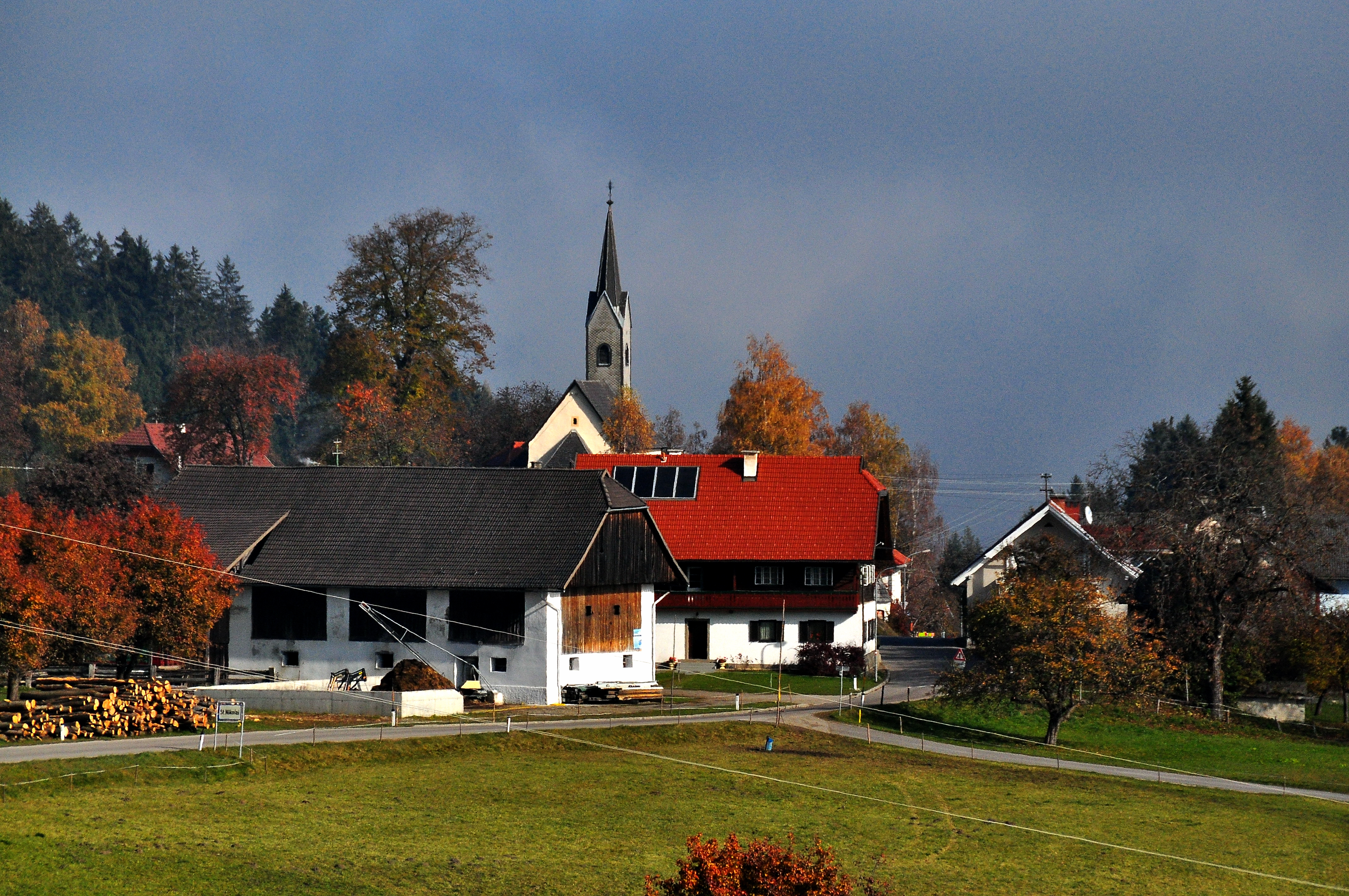
Фельдкирхен-ин-Кернтен

Фельдкирхен-ин-Кернтен (нем. Feldkirchen in Kärnten,  словен. Trg — Торг) — город, окружной центр в Австрии, в федеральной земле Каринтия. 
Входит в состав округа Фельдкирхен. Население составляет 14 268 человек (на 31 декабря 2005 года). Занимает площадь 77,49 км². 

## Политическая ситуация
Бургомистр коммуны — Роберт Штрисниг (СДПА) по результатам выборов 2003 года.
Совет представителей коммуны (нем. Gemeinderat) состоит из 31 места.
- СДПА занимает 13 мест.
- АПС занимает 9 мест.
- АНП занимает 8 мест.
- Зелёные занимают 1 место.